# Silversea Cruises

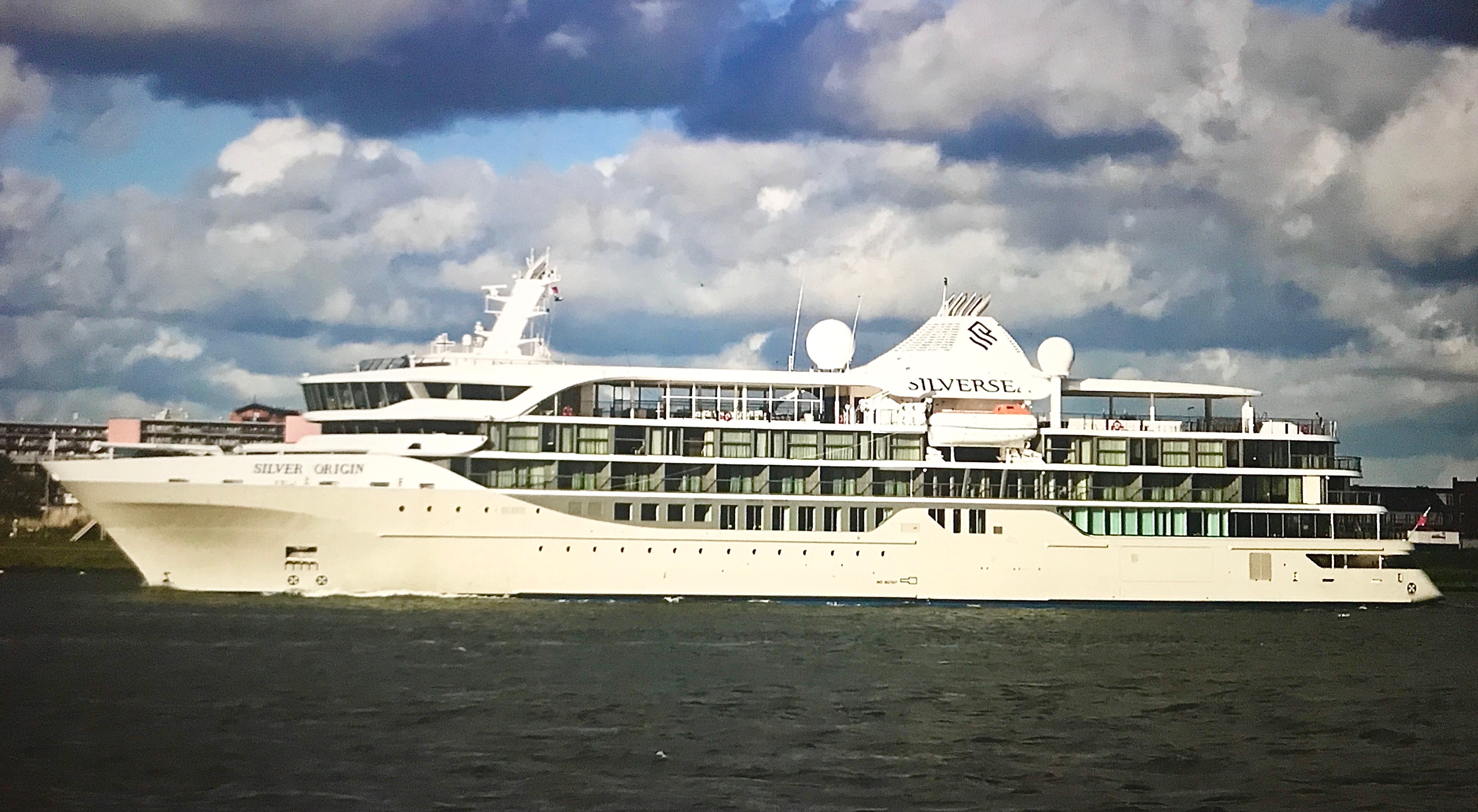
Expeditionsschiff Silver Origin

Silversea Cruises, Ltd., kurz als Silversea bezeichnet, ist ein Kreuzfahrtunternehmen auf dem Luxusmarkt, das zur Royal Caribbean Group gehört.

## Unternehmen
Das Unternehmen wurde Anfang der 1990er Jahre mit der Idee gegründet, durch mehr Stil und Komfort einen höheren Standard als andere Kreuzfahrtschiffe zu bieten. Der Fahrbetrieb begann mit einem einzigen Schiff, der Silver Cloud für knapp 300 Passagiere. Später hat die Reederei schrittweise größere Schiffe bestellt, so können die Schiffe der Muse-Klasse fast 600 Passagiere, die neuesten Schiffe der Evolution-Klasse bis zu 728 Passagiere aufnehmen.
Silversea hat seinen Hauptsitz in Monaco. Die Geschäftsstellen liegen unter anderem in Fort Lauderdale, London, Singapur und Sydney. Bis 2018 befand es sich im Besitz der römischen Familie Lefebvre. 2018 übernahm Royal Caribbean Cruises für eine Milliarde US-Dollar 66,7 % der Anteile des Unternehmens und im Juli 2020 die verbliebenen Anteile.

## Flotte
Die Schiffe sind mit einer Kapazität von 100 bis 728 Passagieren relativ klein. Damit sollen sowohl ein höherer Luxus geboten werden, als auch Häfen abseits der üblichen Routen angelaufen werden können.
| Aktuelle Schiffe  | Aktuelle Schiffe | Aktuelle Schiffe | Aktuelle Schiffe                                         | Aktuelle Schiffe                             | Aktuelle Schiffe | Aktuelle Schiffe |
| Name              | Baujahr          | Vermessung (BRZ) | Bauwerft                                                 | Bauklasse                                    | Bemerkungen | Bemerkungen |
| ----------------- | ---------------- | ---------------- | -------------------------------------------------------- | -------------------------------------------- | --- | --- |
| Silver Cloud      | 1994             | 16.927           | T. Mariotti SpA, Genua                                   |                                              | Expeditionsschiff mit Eisklasse                                                                                               | |
| Silver Wind       | 1995             | 17.400           | T. Mariotti SpA, Genua                                   | Expeditionsschiff mit Eisklasse              | | |
| Silver Shadow     | 2000             | 28.258           | Cantiere Navale Visentini, Donada                        |                                              | | |
| Silver Whisper    | 2001             | 28.258           | Cantiere Navale Visentini, Donada T. Mariotti SpA, Genua |                                              | | |
| Silver Spirit     | 2009             | 36.009           | Fincantieri, Ancona                                      |                                              | | |
| Silver Muse       | 2017             | 40.791           | Fincantieri, Sestri Ponente                              | Muse-Klasse                                  | | |
| Silver Moon       | 2020             | 40.855           | Fincantieri, Ancona                                      | Muse-Klasse                                  | | |
| Silver Dawn       | 2021             | 40.855           | Fincantieri, Ancona                                      | Muse-Klasse                                  | | |
| Silver Origin     | 2020             | 6.365            | Shipyard De Hoop, Lobith                                 |                                              | Expeditionsschiff | |
| Silver Endeavour  | 2021             | 20.449           | MV Werften, Stralsund                                    | Endeavor-Klasse                              | 2022 als Crystal Endeavor von Crystal Cruises übernommen                                                                      | |
| Silver Nova       | 2023             | 55.051           | Meyer Werft, Papenburg                                   | Nova-Klasse ursprünglich "Project Evolution" | | |
| Silver Ray        | 2024             | 55.051           | Meyer Werft, Papenburg                                   | Nova-Klasse ursprünglich "Project Evolution" | | |
| Ehemalige Schiffe |                  |                  |                                                          |                                              | | |
| Silver Discoverer | 1989             | 05.218           | Nippon Kokan, Co, Tsu, Japan                             |                                              | seit 2019 als La Belle des Oceans für Croisi Europe unterwegs                                                                 | seit 2019 als La Belle des Oceans für Croisi Europe unterwegs                                                                 |
| Silver Galapagos  | 1990             | 04.077           | Cant. Nav. „Ferrari“ S.p.A., La Spezia                   | Renaissance-Klasse                           | seit 2021 als Mantra unterwegs                                                                                                | seit 2021 als Mantra unterwegs                                                                                                |
| Silver Explorer   | 1989             | 06.158           | Rauma-Repola Oy, Rauma                                   |                                              | im Sep. 2007 übernommen, ab 2008 zunächst als Prince Albert II betrieben, 2011 in Silver Explorer umbenannt, 2023 an Exploris | im Sep. 2007 übernommen, ab 2008 zunächst als Prince Albert II betrieben, 2011 in Silver Explorer umbenannt, 2023 an Exploris |

## Personalisierte Reisen
Silversea bot als erstes Unternehmen personalisierte Reisen an. Bei diesem Programm ist es den Fahrgästen möglich, ihren Start- und Zielhafen selbst zu bestimmen. Dadurch wird es den Reisenden möglich, ihre eigenen Kreuzfahrten zusammenzustellen. Die Routen der Zwischenstationen können jedoch nicht frei gewählt werden.